# Туристичка организација Добој
Туристичка организација Добој (ТОД) јавна је установа чији је оснивач град Добој и која обавља послове на промоцији и унапређивању туризма од интереса за град.
Стоји под надзором градског Одјељења за привреду и друштвене дјелатности.

## Организација
Туристичка организација Добој (ТОД) основана је Одлуком Скупштине општине Добој од 17. октобра 2006. године у циљу валоризације, очувања и заштите туристичких вриједности на подручју општине Добој (од 2012. општина има статус града).
Туристичка организација Добој има својство правног лица и уписује се у судски регистар. Органи управљања су директор и Управни одбор, а именују се на период од четири године са могућношћу реизбора. Директор представља и заступа Туристичку организацију, извршава одлуке Управног одбора, организује и руководи радом Туристичке организације и обезбјеђује законитост рада Туристичке организације. Основни акт градске туристичке организације је статут.

## Директори
Директори Туристичке организације Добој:
- Радо Ђурђевић (2007—2011)
- Митра Ђуричић
- Владимир Марковић
- Андријана Ристић (2018-2020)
- Вања Вановац (2020-